# Willard (Misuri)
Willard es una ciudad ubicada en el condado de Greene en el estado estadounidense de Misuri. En el Censo de 2010 tenía una población de 5288 habitantes y una densidad poblacional de 344,77 personas por km².

## Geografía
Willard se encuentra ubicada en las coordenadas 37°17′40″N 93°25′0″O / 37.29444, -93.41667. Según la Oficina del Censo de los Estados Unidos, Willard tiene una superficie total de 15.34 km², de la cual 15.34 km² corresponden a tierra firme y (0%) 0 km² es agua.

## Demografía
Según el censo de 2010, había 5288 personas residiendo en Willard. La densidad de población era de 344,77 hab./km². De los 5288 habitantes, Willard estaba compuesto por el 96.39% blancos, el 0.85% eran afroamericanos, el 0.57% eran amerindios, el 0.08% eran asiáticos, el 0.08% eran isleños del Pacífico, el 0.28% eran de otras razas y el 1.76% pertenecían a dos o más razas. Del total de la población el 1.8% eran hispanos o latinos de cualquier raza.